# Brynhildur Thorgeirsdóttir
Brynhildur Thorgeirsdóttir (Brynhildur Þorgeirsdóttir), född 1 maj 1955 i kommunen Hrunamannahreppi i Island, är en isländsk skulptör.
Brynhildur Thorgeirsdóttir utbildade sig på Islands konsthantverkskola (Myndlista- og handíðaskóla Íslands) 1974-78, Gerrit Rietveld Academie i Amsterdam i Nederländerna till 1980, Glasskolan i Orrefors 1980, California College of the Arts i Oakland i USA 1980-82 samt vid Pilchuck Glass School i Stanwood i delstaten Washington i USA.

## Offentliga verk i urval
- Landskapsgestaltning i Garðabær i Island, betong, glas och gjutjärn, 1997
- Baejarfjallandskap. landskapsgestaltning utanför sjukhemmet Sunnahlid i Kópavogur i Island, betong, glas, sand, sten och växter, 2003
- Visual world, landskapsgestaltning med tre skulpturer, 2013, glas, sand och sten, Träffpunkt Stadsskogen i Alingsås[1]